# Dicranota fascipennis
Dicranota (Rhaphidolabis) fascipennis là một loài ruồi trong họ Pediciidae. Chúng phân bố ở vùng Indomalaya.